# Scutellaria saxatilis
Scutellaria saxatilis là một loài thực vật có hoa trong họ Hoa môi. Loài này được Riddell miêu tả khoa học đầu tiên năm 1836.

## Hình ảnh